# Poliporo

Políporos (Ganoderma sp.) creciendo en un árbol en Borneo

Los políporos son un grupo de hongos que forman grandes cuerpos fructíferos con poros o tubos en la parte inferior (ver Delimitación para las excepciones). Son un grupo morfológico de basidiomicetos similares a las setas con láminas y los hongos hidnoides, y no todos los políporos están estrechamente relacionados entre sí. Los políporos también se denominan hongos de soporte o hongos de repisa, y se caracterizan por producir cuerpos fructíferos leñosos, con forma de repisa o de soporte, u ocasionalmente circulares, que se denominan conchas.
La mayoría de los políporos habitan en los troncos o ramas de los árboles consumiendo la madera, pero algunas especies que habitan en el suelo forman micorrizas con los árboles. Los políporos y los hongos corticioides relacionados son los agentes más importantes de la descomposición de la madera, y desempeñan un papel muy importante en el ciclo de los nutrientes y la producción de dióxido de carbono de los ecosistemas forestales.
Se han descrito para la ciencia más de mil especies de políporos, pero una gran parte de la diversidad sigue siendo desconocida incluso en zonas templadas relativamente bien estudiadas. Los políporos son mucho más diversos en los bosques naturales antiguos con abundante madera muerta que en los bosques más jóvenes gestionados o en las plantaciones. En consecuencia, varias especies han disminuido drásticamente y están en peligro de extinción debido a la tala y la deforestación.
Los poliporos se utilizan en la medicina tradicional y se estudian activamente por su valor medicinal y sus diversas aplicaciones industriales. Varias especies de poliporas son graves patógenos de las plantaciones de árboles y son las principales causas del deterioro de la madera.

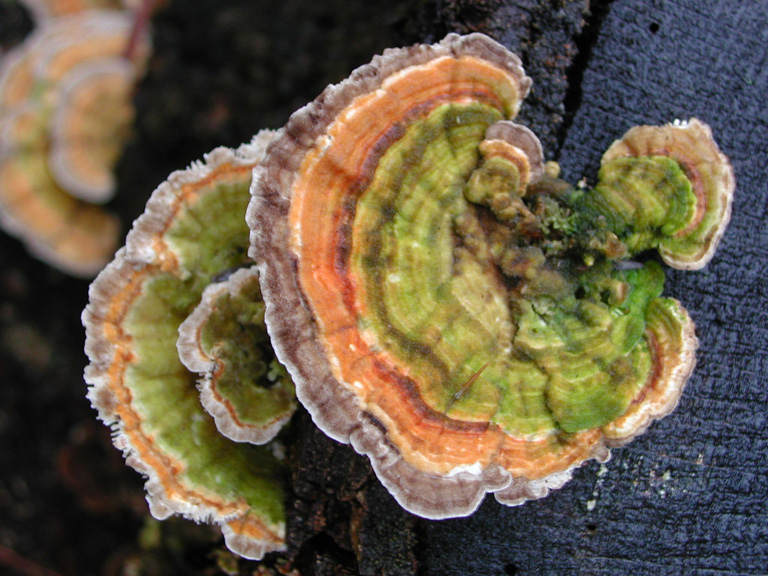
Trametes versicolor, un hongo de soporte colorido, comúnmente conocido como cola de pavo

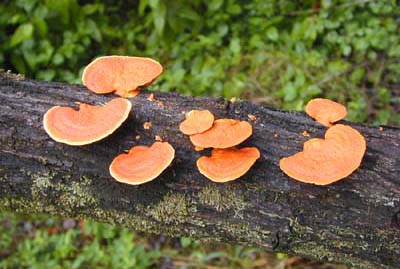
Un hongo de soporte (Pycnoporus sp.) con una tapa dura y leñosa

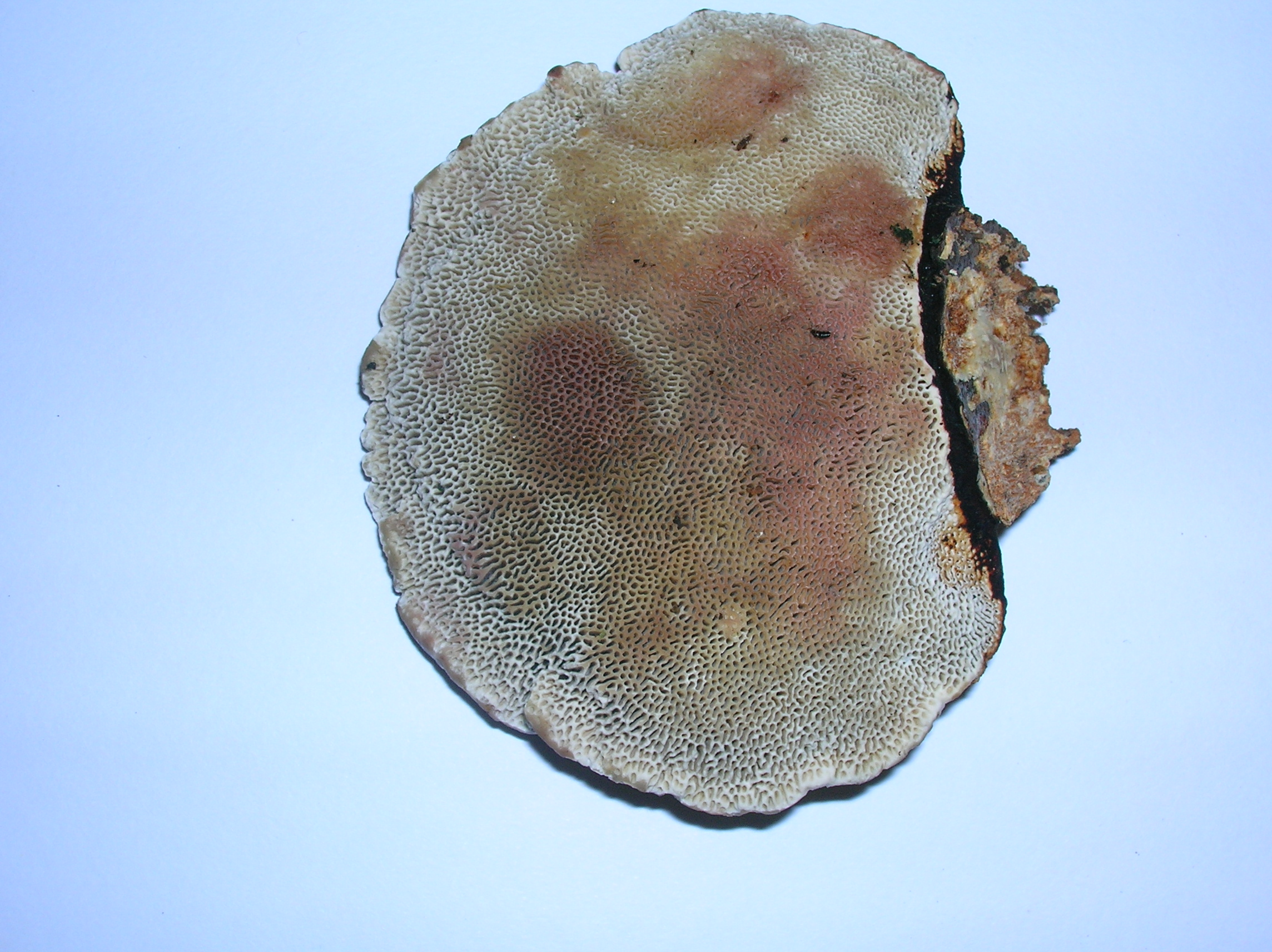
El corchete que muestra el hematoma rojo, que es una característica de identificación

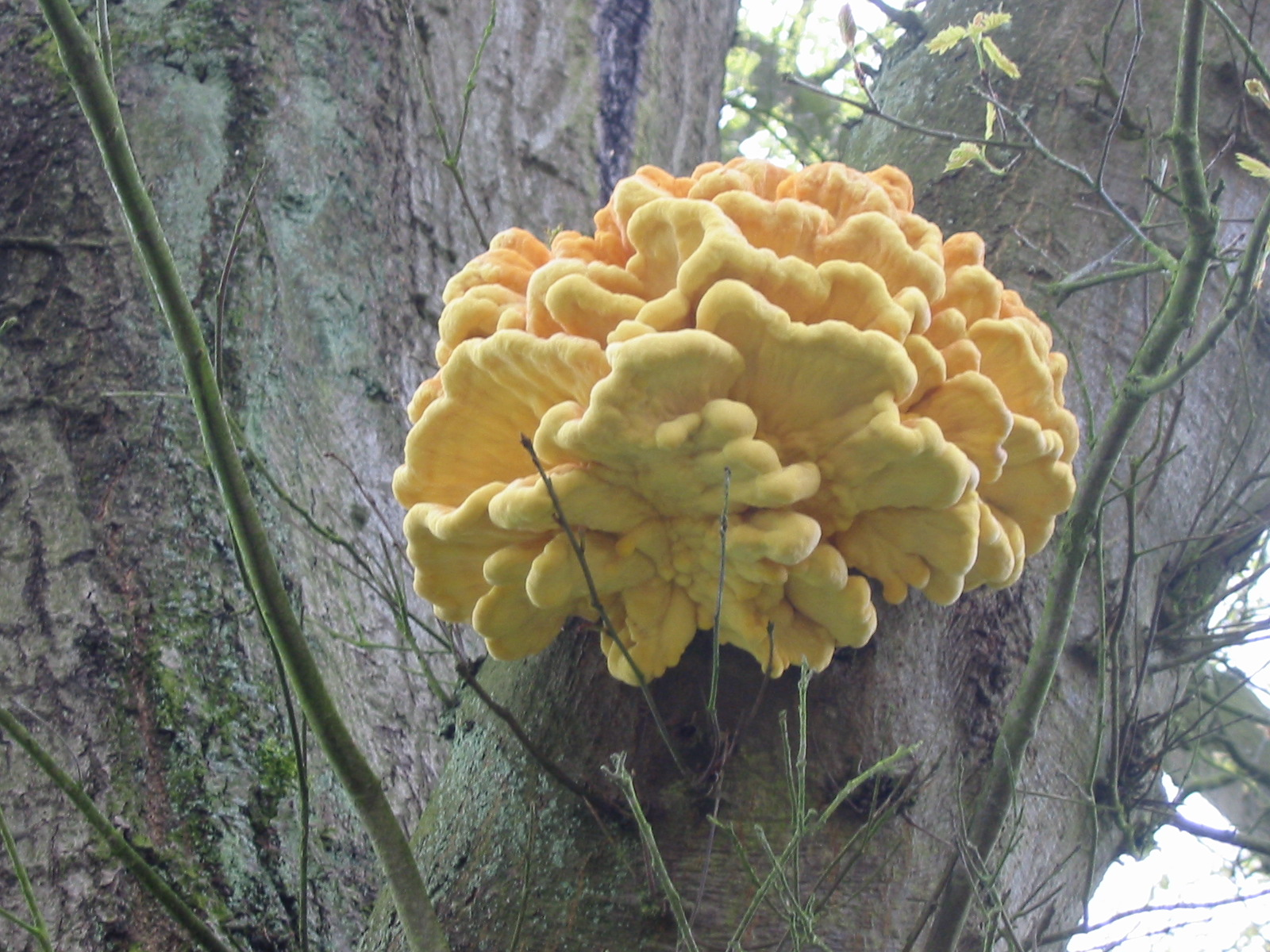
Laetiporus sulfureus

Los conchos, los cuerpos fructíferos de los políporos, se sitúan en una agrupación planar cercana de filas horizontales separadas o interconectadas. Los conchos pueden variar desde una sola fila de unos pocos casquillos, hasta decenas de filas de casquillos que pueden pesar varios cientos de kilos. Se encuentran principalmente en árboles (vivos y muertos) y en restos leñosos gruesos, y pueden parecerse a las setas. Algunos forman cuerpos fructíferos anuales, mientras que otros son perennes y crecen año tras año. Los hongos de corchete suelen ser resistentes y robustos y producen sus esporas, llamadas basidiosporas, dentro de los poros que suelen formar la superficie inferior.

## Clasificación
Dado que los hongos de corcho se definen por su forma de crecimiento y no por su filogenia, el grupo contiene miembros de múltiples clados. Aunque el término "hongos de corchete" se reservaba clásicamente para los poliporos, los estudios moleculares han revelado algunas relaciones extrañas. El hongo del bistec, muy conocido, es en realidad un miembro de los agáricos. Otros ejemplos de hongos de abrazadera son el estante de azufre, el abedul, la silla de montar de la dríade, la concha de artista y la cola de pavo. El nombre de políporos se utiliza a menudo para un grupo que incluye muchos de los hongos duros o coriáceos, que a menudo carecen de un estipe, que crecen directamente en la madera. El término "Poliporo" deriva de las palabras griegas poly, que significa "mucho" o "muchos", y poros, que significa "poro".
El grupo incluye muchas formas diferentes que son comunes en los bosques tropicales, incluyendo los duros "hongos de copa" y los hongos "de concha", "de placa" y "de ménsula" que se encuentran comúnmente creciendo de troncos y árboles muertos aún en pie.

## Descripción

Dibujo esquemático del cuerpo del fruto de un poliporo pileado

El individuo fúngico que desarrolla los cuerpos fructíferos que se identifican como poliporas reside en el suelo o en la madera como micelio. Los poliporos suelen estar restringidos a los árboles huéspedes de hoja caduca (angiospermas) o de coníferas (gimnospermas). Algunas especies dependen de un solo género de árbol (por ejemplo, Piptoporus betulinus en abedules, Perenniporia corticola en dipterocarpos).
Las formas de los cuerpos fructíferos de los poliporos van desde la forma de hongo hasta las finas manchas efusivas (costras) que se desarrollan en la madera muerta. Los cuerpos fructíferos perennes de algunas especies que crecen en árboles vivos pueden superar los 80 años (por ejemplo, Phellinus igniarius). La mayoría de las especies de políporas desarrollan nuevos cuerpos fructíferos de corta duración anualmente o varias veces al año. La fructificación abundante tiene lugar durante el otoño o la temporada de lluvias.
La estructura de los cuerpos fructíferos es sencilla. Los cuerpos fructíferos efusivos o resupinados suelen estar formados por dos capas: una capa tubular de tubos dispuestos verticalmente que se abren hacia abajo, y una capa de soporte llamada subículo que sostiene y fija los tubos al sustrato. En los cuerpos fructíferos con capuchón (cuerpos fructíferos pileados) el tejido entre la superficie superior y la capa de poros se denomina contexto. Unos pocos poliporos (por ejemplo, Fomes fomentarius e Inocutis rhaedes) también tienen un núcleo entre el contexto y el sustrato. Una minoría de poliporas también tiene un tallo (estipe) que se une a la tapa lateral o centralmente, dependiendo de la especie.

Los tubos polipoides tienen una estructura similar a la de un panal, donde los tubos individuales se han fusionado. Sus lados están cubiertos por una superficie formadora de esporas, el himenio. Los tubos ofrecen refugio a las esporas en desarrollo y ayudan a aumentar el área de la superficie productora de esporas. El tamaño y la forma de los poros varían mucho entre especies, pero poco dentro de una misma especie: algunas Hexagonia spp. tienen poros de 5 mm de ancho, mientras que los poros de Antrodiella spp. son invisibles a simple vista, con 15 poros por mm. En general, cuanto más grandes son los poros, más grandes son las esporas. Algunas poliporas producen esporas asexuales (clamidosporas o conidios) en la superficie superior de su sombrero (por ejemplo, Echinopora aculeifera, Oligoporus ptychogaster) o sin la presencia de un cuerpo fructífero sexual (por ejemplo, Inonotus rickii, Heterobasidion spp.).

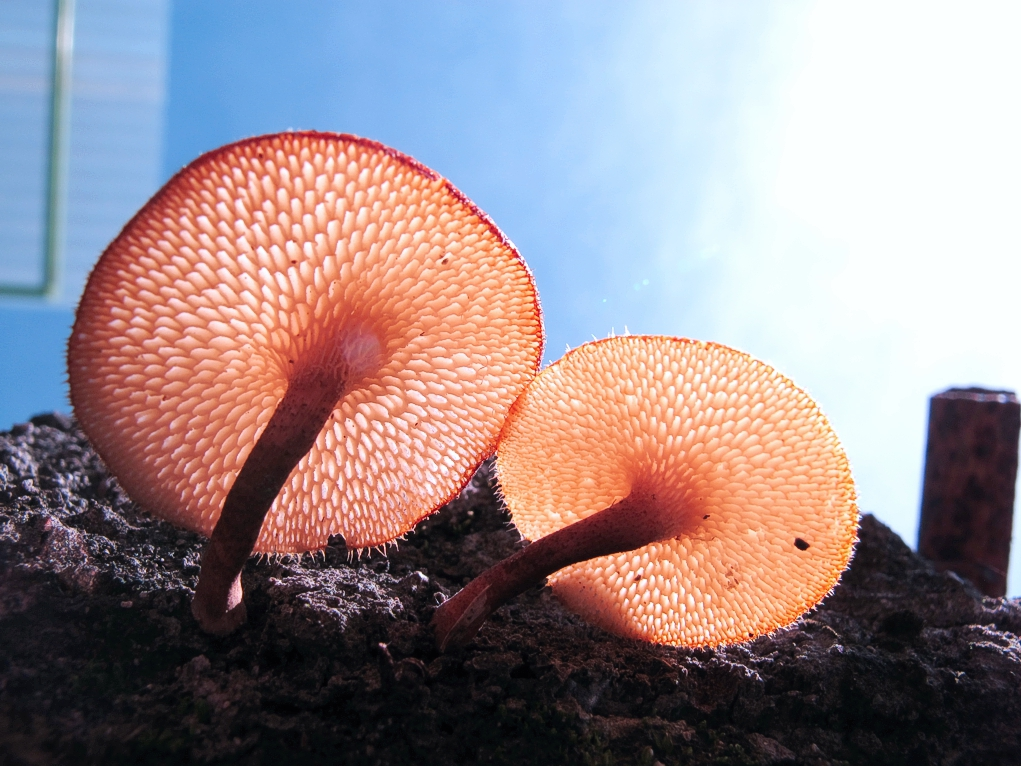
Cuerpos frutales de Polyporus sp. con tallo (Indonesia)
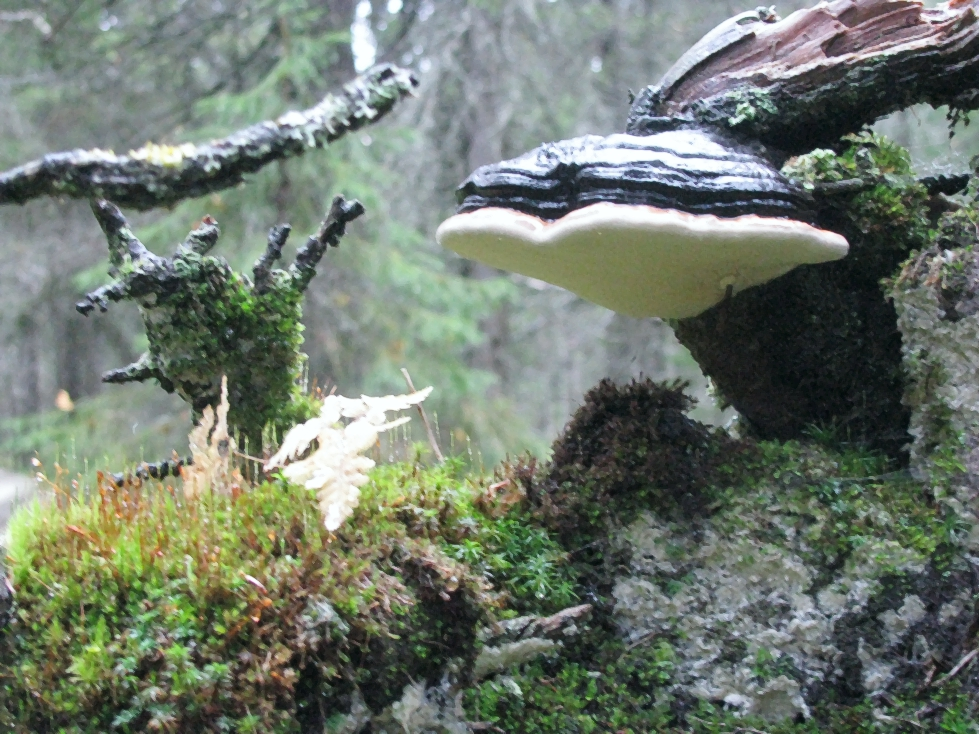
Concha perenne de Fomitopsis pinicola en abeto
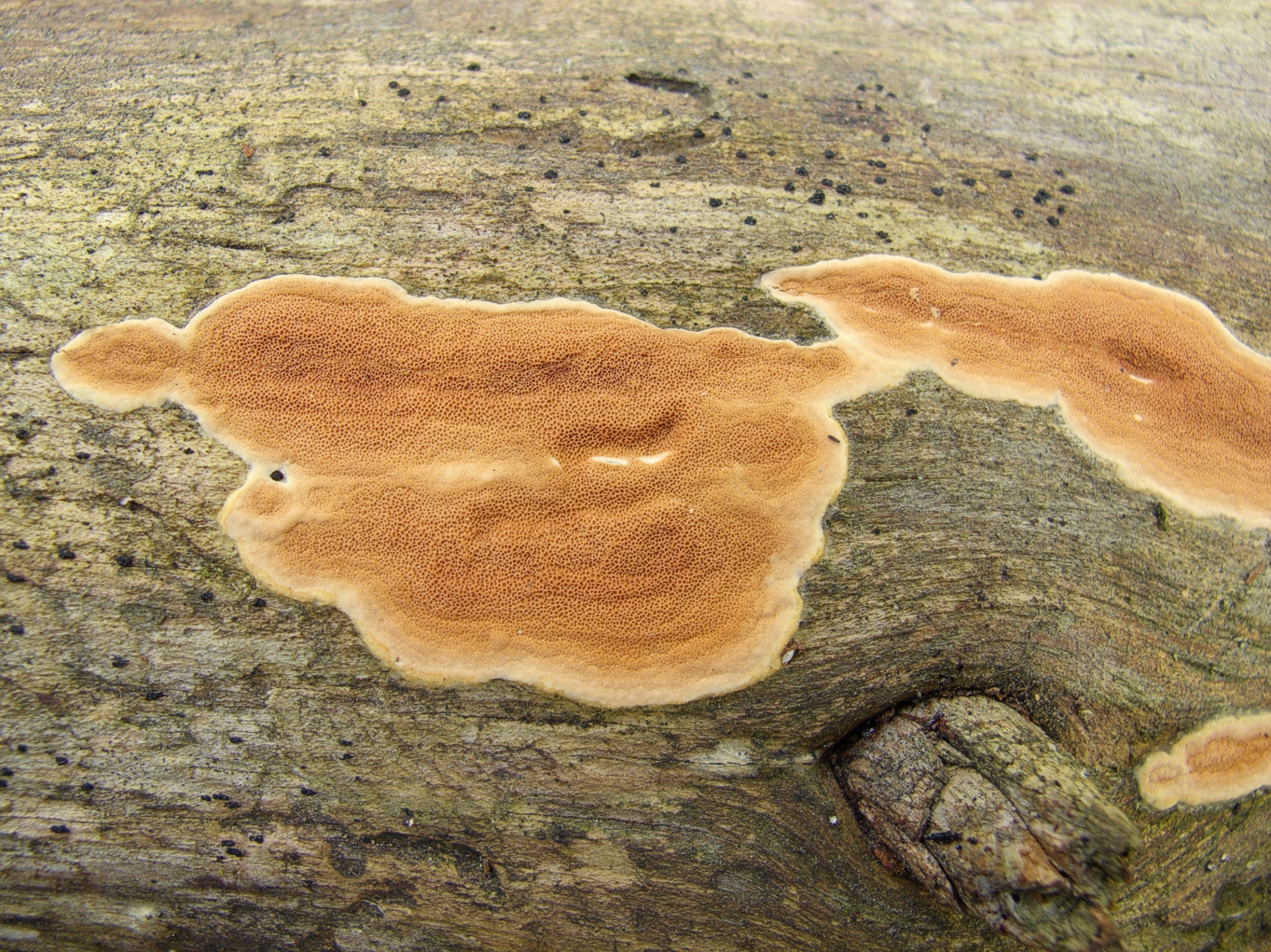
Cuerpos fructíferos efusivos de Meruliopsis taxicola en un tronco de pino
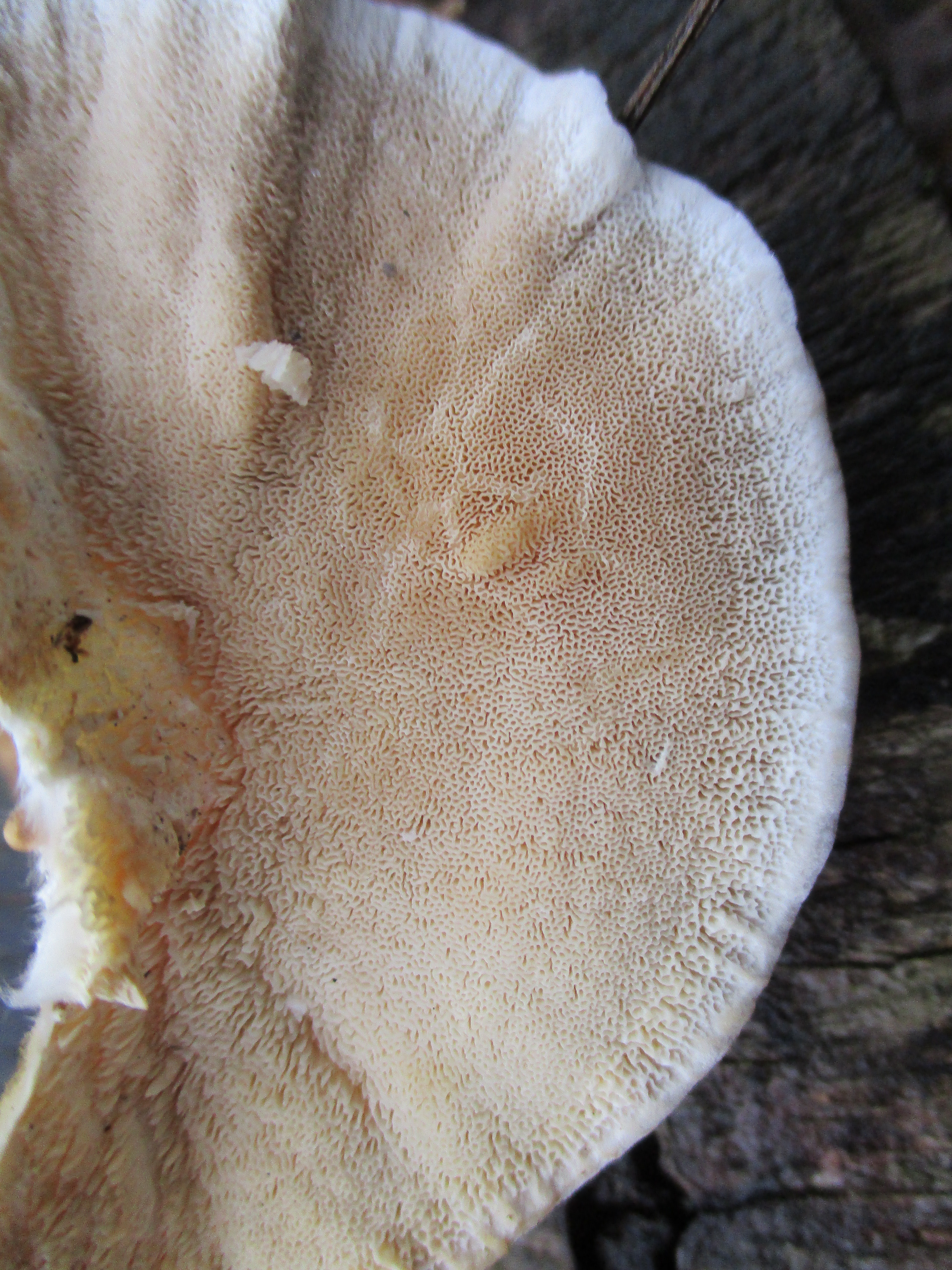
lado inferior poliporoso con poros/tubos claramente visibles

## Ecología
Los hongos de sujeción suelen crecer en forma semicircular, con aspecto de árbol o madera. Pueden ser parásitos, saprótrofos o ambos. Uno de los géneros más comunes, el Ganoderma, puede crecer en grandes y gruesos estantes que pueden contribuir a la muerte del árbol, y luego alimentarse de la madera durante años. Su dureza significa que son muy resistentes y pueden vivir durante mucho tiempo, con muchas especies que incluso desarrollan hermosos círculos multicolores de color que son en realidad anillos de crecimiento anuales. Los políporos se encuentran entre los descomponedores más eficaces de la lignina y la celulosa, los principales componentes de la madera. Debido a esta capacidad, dominan las comunidades de organismos descomponedores de la madera en los ecosistemas terrestres, junto con los hongos corticioides. Al descomponer los troncos de los árboles, reciclan una parte importante de los nutrientes de los bosques.
Sólo se sabe que los basidiomicetos inician la degradación de la lignina (es decir, causan la podredumbre blanca). Un estudio reciente relaciona el fin de la formación de grandes depósitos de carbón a finales del periodo Carbonífero, hace 300 millones de años, con la evolución de los basidiomicetos que degradan la lignina. Una degradación más eficaz de la madera por parte de los hongos significaba que se acumulaba menos material vegetal (y, por tanto, menos carbón) en el suelo.
Por otro lado, la mayoría de los hongos de la podredumbre parda son poliporos. Estas especies han perdido su capacidad de degradación de la lignina pero son muy eficientes en la degradación de la celulosa. Los hongos de podredumbre parda son frecuentes en las coníferas y en los hábitats abiertos y expuestos al sol. La comunidad de hongos en cualquier tronco puede incluir tanto especies de podredumbre blanca como de podredumbre marrón, complementando sus estrategias de degradación de la madera.
Los políporos y otros hongos descomponedores son el primer paso en las cadenas alimentarias que se alimentan de material vegetal descompuesto. Una rica fauna de insectos, ácaros y otros invertebrados se alimenta del micelio de los polporos y de los cuerpos fructíferos, proporcionando además alimento a las aves y otros animales de mayor tamaño. Los pájaros carpinteros y otros pájaros que anidan en agujeros suelen tallar sus nidos en la madera más blanda descompuesta por los políporos.

### Amenazas
Casi todos los poliporos dependen de los árboles para su supervivencia. La deforestación y la gestión intensiva de los bosques provocan la disminución de la abundancia y la diversidad de los poliporos. Para muchas especies los cambios pueden ser excesivos, y comienzan un lento deslizamiento hacia la extinción. Dado que la mayoría de las especies de poliporas están relativamente extendidas, este proceso suele ser lento. Las extinciones regionales pueden producirse con relativa rapidez y han sido documentadas (por ejemplo, Antrodia crassa en el norte de Europa).
Los políporos pueden disminuir por muchas razones. Pueden depender de un único huésped o de un hábitat muy especial. Por ejemplo, Echinodontium ballouii sólo se ha encontrado en los pantanos de cedro blanco del Atlántico en el noreste de Estados Unidos. Las especies pueden depender de individuos arbóreos muy viejos, como el Bridgeoporus nobilissimus del noroeste de EE UU. Estas dos especies también tienen un área de distribución bastante restringida, lo que las hace más vulnerables a la extinción.
Además del individuo del árbol huésped, las características del hábitat circundante también son importantes. Algunas especies prefieren los bosques de dosel cerrado con un microclima húmedo y homogéneo que podría verse alterado, por ejemplo, por la tala (por ejemplo, Skeletocutis jelicii). Otras sufren la falta de un hábitat forestal abierto en zonas donde se suprimen los incendios (por ejemplo, Gloeophyllum carbonarium en los países nórdicos, donde los incendios forestales forman parte de la dinámica natural del bosque).
Para la mayoría de las especies en declive, el principal problema es la falta de madera muerta en el bosque. Cuando los troncos de los árboles adecuados son demasiado escasos en el paisaje, no todas las especies son capaces de extenderse a nuevos troncos después de que los viejos se hayan consumido, lo que hace que la población disminuya y acabe desapareciendo. Así, las especies que abundan en los bosques antiguos con abundante madera muerta pueden estar totalmente ausentes en los bosques gestionados. Por ejemplo, Amylocystis lapponica y Fomitopsis rosea son especies dominantes en los bosques antiguos de abeto del norte de Europa, desde Polonia hasta Noruega, pero están ausentes en los bosques gestionados.
El cambio climático puede suponer un problema para las poliporas que ya dependen de unos pocos fragmentos de bosques antiguos y pueden ser incapaces de migrar con la vegetación cambiante.

### Indicador de valor
Los políporos se han utilizado como especies indicadoras de bosques naturales sanos o bosques antiguos en Europa. Son buenos indicadores de la diversidad de invertebrados en la madera muerta e incluyen muchas especies en peligro de extinción. Los políporos son buenos indicadores porque son relativamente fáciles de encontrar -muchas especies producen cuerpos fructíferos llamativos y de larga duración- y porque pueden ser identificados en el campo.
La primera lista de indicadores de poliposas ampliamente utilizada en los inventarios forestales y en los trabajos de conservación se elaboró en el norte de Suecia en 1992 (método "Steget före"). La lista "Steget före" incluía seis políporas en tres clases de valor. En Finlandia, se publicó en 1993 una lista de 30 especies para los bosques dominados por la picea, que fue ampliamente adoptada. Posteriormente se publicó una lista similar para los bosques dominados por pinos. Desde entonces se han publicado en Suecia listas más largas de especies indicadoras.
Muchas especies indicadoras están en la lista roja, pero no necesariamente todas. Las listas rojas nacionales de hongos suelen incluir muchos políporos y se utilizan como listas indicadoras del valor de conservación en muchos países europeos.

## Clasificación
Durante la mayor parte del siglo XX, los políporos fueron tratados como una familia, llamada Polyporaceae. Las reconstrucciones del árbol genealógico de los hongos muestran que el cuerpo fructífero poroide ha evolucionado numerosas veces en el pasado. La clasificación evolutiva moderna basada en el ADN sitúa a los políporos en al menos 12 órdenes. Los órdenes que contienen la mayoría de las especies de poliporas son los Polyporales (géneros como Fomes, Polyporus y Trametes) y los Hymenochaetales (por ejemplo, Oxyporus, Phellinus y Trichaptum). Desde el punto de vista económico, quizá los poliporos más importantes, Heterobasidion spp., que son plagas de las plantaciones de coníferas, pertenecen a los Russulales. Otros órdenes de poliporas son los Agaricales, Amylocorticiales, Auriculariales, Boletales, Cantharellales, Gloeophyllales, Sebacinales, Thelephorales y Trechisporales.
El orden Polyporales, en el sentido moderno, no son sólo los poliporos, sino también otros tipos de cuerpos fructíferos como los hongos de corteza, los hongos hidnoides y los hongos agaricoides. El término poliporo que describe un grupo morfológico no debe confundirse con los grupos taxonómicos Polyporales o Polyporaceae de la literatura moderna.
En la actualidad, los políporos se dividen en unos 170 géneros. Este número está destinado a aumentar considerablemente gracias a una mejor comprensión de las relaciones evolutivas entre las especies y a la cartografía de la diversidad descubierta en los trópicos. En definitiva, la clasificación de los políporos es cambiante

## Delimitación (morfología)
La mayoría de las poliporas tienen un himenio poroide, pero no todas las especies. Unas pocas, por ejemplo Elmerina holophaea y Lenzites betulina, forman láminas como los agáricos, pero siguen siendo consideradas políporas, ya que en todos los demás aspectos son similares a las políporas estrechamente relacionadas, formando duros cuerpos fructíferos en la madera. Un par de especies en las que los tubos no se han fusionado en forma de panal de abejas se clasifican de forma variable como políporas o no (por ejemplo, Porotheleum fimbriatum). No hay una distinción clara entre los políporos y los hongos hidnoides; algunos políporos con una superficie inferior irregularmente poroide se han considerado tanto políporos como hongos hidnoides (por ejemplo, Echinodontium tinctorium, Irpex lacteus).

Los hongos boleteados son un grupo morfológico separado que no se incluye en los políporos, aunque tengan tubos. Los cuerpos fructíferos carnosos con un tallo y los caracteres microscópicos separan a las boletes de las poliporas.

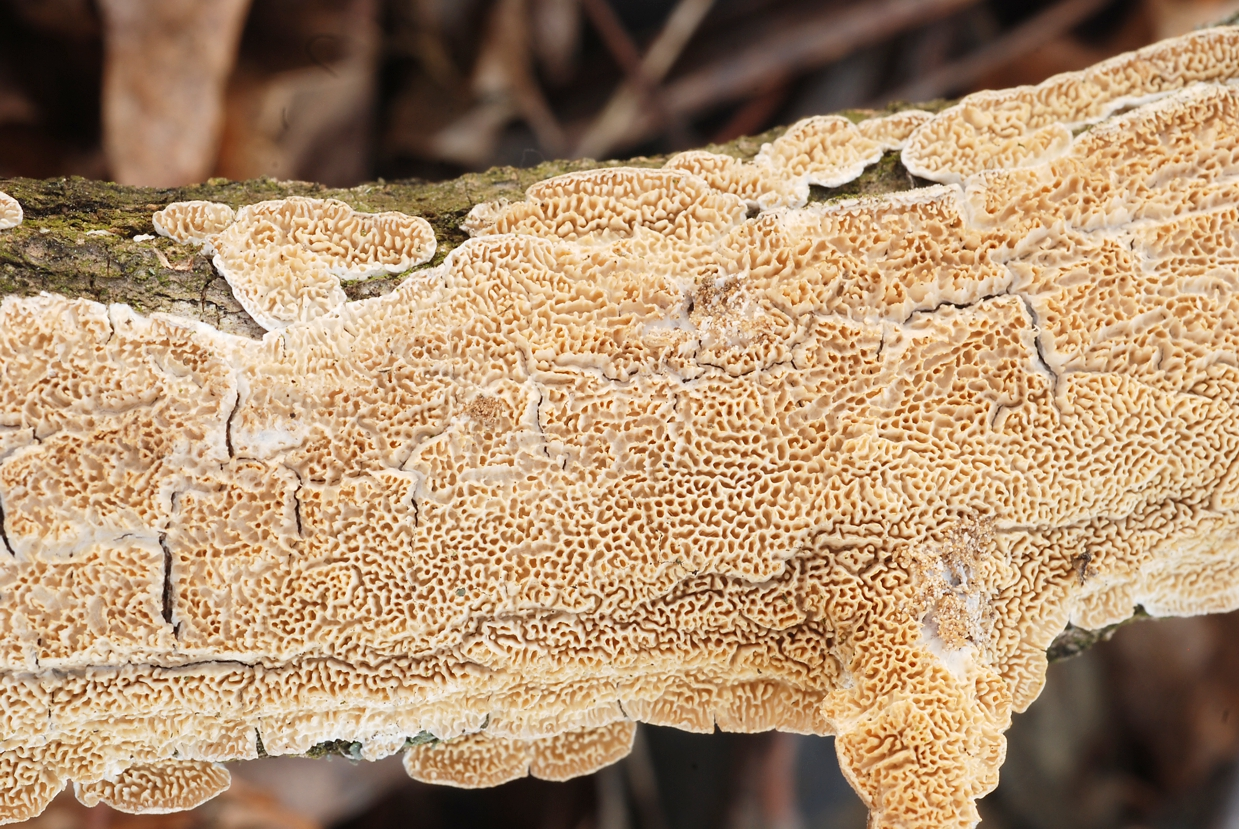
Irpex lacteus con poros irregulares
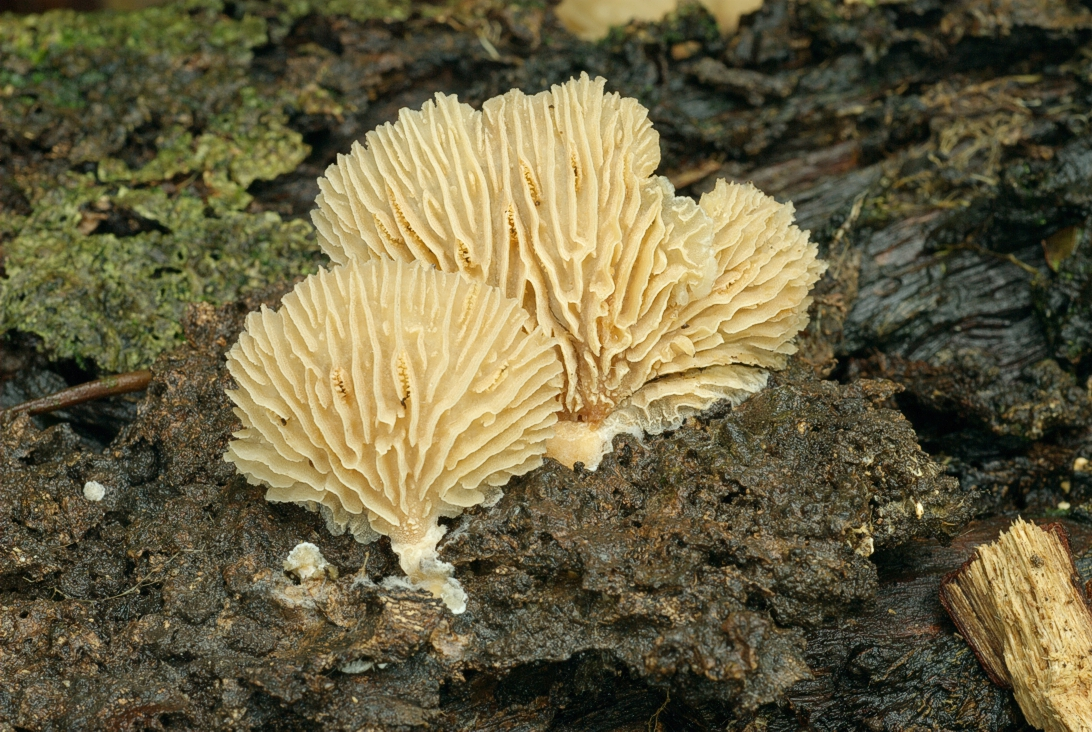
Elmerina holophaea, un poliporo con laminas

## Usos
Algunas especies de hongos de corchete son comestibles, como el poliesporo de azufre; el hongo lingzhi es otro, que se utiliza en la medicina china. También pueden utilizarse como mecha en una lámpara de aceite/grasa.
El hongo de la yesca (Fomes fomentarius) se ha utilizado como yesca al menos desde la época de Ötzi el Hombre de Hielo. También se ha utilizado para fabricar un material similar al cuero.
El Ganoderma applanatum, la concha del artista, se utiliza como sustrato para los dibujos. Los especímenes frescos desarrollan líneas de color marrón oscuro cuando se dibujan con un estilete. Las líneas se vuelven permanentes cuando el espécimen se seca.

### Usos medicinales
La mayoría de los poliporos son comestibles o, al menos, no son tóxicos; sin embargo, un género de poliporos tiene miembros que son venenosos. Los pólporos del género Hapalopilus han provocado envenenamiento en varias personas con efectos que incluyen disfunción renal y desregulación de las funciones del sistema nervioso central. Algunos pólporos se han utilizado en rituales y con fines utilitarios durante mucho tiempo; el famoso Ötzi el Hombre de Hielo fue encontrado portando dos especies diferentes de pólporos: Piptoporus betulinus, notable por su largo uso en la medicina popular europea, y Fomes fomentarius, que probablemente se utilizaba para encender fuego.
Los políporos de hongos medicinales que se utilizan hoy en día son el Ganoderma lucidum coll. (reishi o lingzhi), Trametes versicolor (cola de pavo) y Ganoderma applanatum (Kofuki-saru-no-koshikake japonés). Más allá de su uso tradicional en la fitoterapia, la investigación contemporánea ha sugerido muchas aplicaciones de las poliposas para el tratamiento de enfermedades relacionadas con el sistema inmunitario y la recuperación del cáncer.
Se han estudiado varias especies por su capacidad de producir compuestos con actividad antipatogénica.

## enlaces externos
- Datos: Q11158147
- Multimedia: Bracket fungi / Q11158147